# エカルディ・グティエール症候群
エカルディ・グティエール症候群（エカルディ・グティエールしょうこうぐん、英: Aicardi–Goutières syndrome、略称: AGS）は、通常早発性の小児炎症性疾患で、脳と皮膚に影響が生じるのが最も一般的である（神経発達症）。アイカルディ・グチエール症候群などの表記もみられる。類似した名称のアイカルディ症候群（Aicardi syndrome）とは異なる疾患である。患者の大部分では重大な知的・身体的問題が生じるが、必ず生じるというわけではない。AGSの臨床的特徴は子宮内感染症（TORCH症候群）のものと類似しており、偽TORCH症候群(pseudo-TORCH syndrome）としても、報告されている。一部の特徴は自己免疫疾患である全身性エリテマトーデスとも重複する。1984年に8症例が記載された後、1992年に'Aicardi–Goutières syndrome'として言及され、2001年にはイタリア・パヴィーアでAGSに関する最初の国際会議が開催された。
AGSは多数の異なる遺伝子のいずれか1つが変異することで引き起こされる。これまで9つの遺伝子、TREX1、RNASEH2A、RNASEH2B、RNASEH2C（これらはリボヌクレアーゼH2（RNaseH2）複合体を形成する）、SAMHD1、ADAR、IFIH1（MDA5）、LSM11、RNU7-1が同定されている。この神経疾患は世界中の全ての集団で生じ、ほぼ確実に過小診断されている。2014年時点で、少なくとも400症例が知られている。

## 徴候と症状
AGSに関する当初の記載は、この疾患は常に重症で、絶え間ない神経機能の低下が伴い、小児期で致死となることを示唆していた。より多くの症例が集まるにつれ、必ずしもそうではないことが明らかになってきており、現在では多くの患者が外見的には安定した臨床像を示し、30代でも生存すると考えられている。さらに、AGS関連遺伝子に病原性変異を抱える人々でも、稀に最低限の影響（おそらくは凍瘡）しか受けず、通常の教育を受けることが可能な場合もあり、同じ疾患を抱える兄弟の間でもその重症度に顕著な差がみられることもある。
症例の約10%では、AGSは出生時に症状がみられるか、出生直後に症状が出現する。この疾患の症状は、小頭症、新生児けいれん、摂食不良、jitteriness（手足の震え）、脳内石灰化（脳へのカルシウム沈着の蓄積）、白質の異常、脳萎縮によって特徴づけられ、疾患過程は出生前に活発になっていることが示唆される。新生児には肝脾腫と血小板減少症がみられることもあり、経胎盤ウイルス感染症の症例と非常に類似している。こうした初期発症例の約1/3では小児期の初期に死亡し、TREX1の変異と関係していることが最も多い。
その他の大部分の症例は乳児期に発症し、見かけ上正常な成長の後に発症することもある。出生後の最初の数か月は、易刺激性、持続する泣き、摂食困難、（明確な感染がみられない）間欠的な発熱を伴う脳症の特徴と、ジストニアや過剰な驚愕反応、時には発作を伴う異常な神経症状を示す。緑内障が出生時にみられるか、後に発症することもある。小児の多くは見かけ上正常な視覚を保持しているが、かなりの割合で皮質盲がみられる。聴覚は必ず正常である。時間経過とともに患者の40%にはしもやけ様の病変がみられ、典型的にはつま先と指に生じるが、耳にみられることもある。通常冬に悪化する。

## 遺伝学

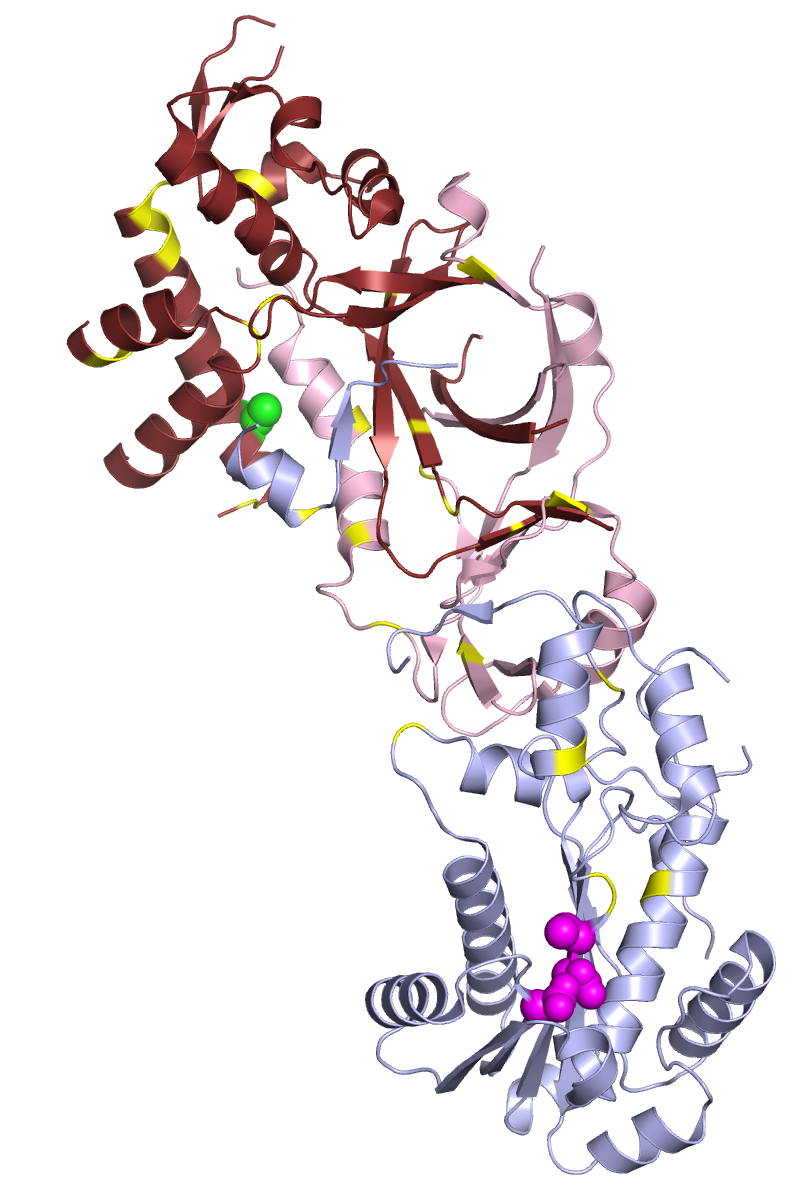
三量体型のリボヌクレアーゼH2複合体の構造。触媒サブユニットAは青（マゼンタは活性部位）、構造サブユニットBとCはそれぞれ茶色と桃色で示されている。既知のAGS変異の部位が黄色で示されている。最も一般的な変異である、サブユニットBのアラニンからスレオニンへの置換が起こる部位は緑色の球で示されている。

AGSは7つの遺伝子のいずれかの変異が原因となる遺伝疾患である。その7つとは、一本鎖DNAに対する選択的活性を持つ3'末端修復エクソヌクレアーゼTREX1、RNA:DNAハイブリッド中のリボヌクレオチドに作用するエンドヌクレアーゼであるリボヌクレアーゼH2複合体の構成要素RNASEH2A、RNASEH2B、RNASEH2C、SAMドメインとHDドメインを持ち、デオキシリボヌクレオシド三リン酸トリホスホヒドロラーゼとして機能するSAMHD1、二本鎖RNA中のアデノシンのイノシンへの加水分解による脱アミノ化を触媒するADAR1、そして、細胞質の二本鎖RNAの受容体であるMDA5（IFIH1）である。染色体上5q13.2に位置するOCLN遺伝子の変異も脳に縞状の石灰化を引き起こすと考えられており、その症状はAGSと重複しているが、BLCPMG（band-like calcification with simplified gyration and polymicrogyria）と呼ばれる疾患に分類される。IFIH1に変異が生じている場合とTREX1やADARに変異が生じている症例のごく一部を除く大部分の症例で、常染色体劣性の遺伝パターンを示す。そのため、疾患を抱える子供の親は、すべての妊娠で4分の1の確率で同じ疾患を抱える子供を持つリスクがある。
AGSは、原因となる変異が生じた遺伝子によってサブタイプへと分類される。AGSと診断された374人の患者の調査によって、RNASEH2Bで最も高頻度に変異が生じていることが報告されている。
| タイプ | OMIM   | 遺伝子   | 遺伝子座 | 頻度           |
| ------ | ------ | -------- | -------- | -------------- |
| AGS1   | 225750 | TREX1    | 3p21.31  | 23% (1%が優性) |
| AGS2   | 610181 | RNASEH2B | 13q14.3  | 36%            |
| AGS3   | 610329 | RNASEH2C | 11q13.1  | 12%            |
| AGS4   | 610333 | RNASEH2A | 19p13.2  | 5%             |
| AGS5   | 612952 | SAMHD1   | 20q11.23 | 13%            |
| AGS6   | 615010 | ADAR     | 1q21.3   | 7% (1%が優性)  |
| AGS7   | 615846 | IFIH1    | 2q24     | 3% (全て優性)  |

AGS関連変異は一部の症例では不完全な浸透度を示すことが知られており、同じ変異を抱える同じ家族の子供の間でも神経や発達への影響に顕著な差異が生じることが示されている。臨床像や疾患過程は遺伝子型によっていくぶん異なり、TREX1変異型は子宮内で発症する可能性が高く、致死率も高い。RNASEH2B変異型の場合、神経障害はわずかに軽く、インターフェロン活性は低く、寿命は長くなる。

## 病理
I型インターフェロンは、不活性化された増幅を行わないウイルスによって処理された細胞が産生する可溶性因子で、その後のウイルスの感染を防ぐ因子として50年以上前に初めて記載された。I型インターフェロン系の迅速な誘導と増幅はウイルスの撲滅という観点からは高度に適応的であるが、この系の異常な刺激や制御は、不適切なまたは過剰なインターフェロンの産生につながることがある。
AGS関連タンパク質であるTREX1、RNase H2複合体、SAMHD1、ADAR1の研究からは、自己由来の核酸の不適切な蓄積によってI型インターフェロンのシグナルが誘導されていることが示唆されている。同様にIFIH1の変異による知見からは、核酸の異常な検知が免疫系のアップレギュレーションの原因である可能性が示唆される。
TREX1は逆転写されたHIV-1のDNAを代謝することや、Trex1欠損細胞では外来性のレトロエレメントに由来する一本鎖DNAが蓄積することが示されている。しかし、TREX1を持たない細胞でのレトロエレメントのアップレギュレーションに関しては近年異議が唱えられている。また、他のAGS関連遺伝子の産物であるSAMHD1は非LTR型レトロエレメントの転移を阻害する活性を示し、この活性はSSMHD1の良く知られたdNTPアーゼ活性とは独立したものである。

## 診断
検査室的診断: 通常の代謝・感染スクリーニングを行う。脳脊髄液中の白血球（特にリンパ球）の数の増加や、高レベルのインターフェロンα活性とネオプテリン値は重要な手がかりとなるが、これらの特徴は常にみられるわけでない。より近年では、末梢血中のインターフェロン誘導性遺伝子のmRNAレベルの持続的な上昇が、TREX1、RNASEH2A、RNASEH2C、SAMHD1、ADAR1、IFIH1変異型のAGSのほぼすべての症例、RNASEH2B変異型の75%で記録されている。これらの結果は年齢との関連はみられない。そのため、これらのインターフェロンシグネチャーは疾患の非常によいマーカーとなると考えられる。
神経放射線診断: AGSと関係する神経放射線学的特徴は多岐にわたるが、最も典型的には次のように特徴づけられる。
- 脳内石灰化: CT（コンピュータ断層撮影）によって、石灰化は異常なシグナル領域として観察される。典型的には両側性で、大脳基底核に位置しているが、白質へ広がっていることもある。通常、石灰化はCTスキャンによって明確に検出される（グラディエントエコー法以外のMRI（核磁気共鳴画像法）では完全に見逃される可能性がある）。

- 白質の異常: 75–100%の症例でみられ、MRIで最もよく可視化される。シグナルの変化は前頭部と側頭部で特に顕著となる。白質の異常は嚢胞変性を伴うこともある。

- 脳萎縮: 高頻度でみられる。

遺伝学的診断: 7つの遺伝子のいずれかの病原性変異がAGSに関与している。

## 歴史
1984年Jean AicardiとFrancoise Goutièresは、大脳基底核の石灰化、脳の白質の異常、びまん性の脳萎縮によって特徴づけられる、重症、早発性の脳症を示す5家族8人の小児について記載した。脳脊髄液には過剰な白血球、主にリンパ球が存在し、炎症状態にあることを示していた。これらの小児は最初の1年のうちに、小頭症、痙縮、ジストニアを発症した。小児の両親の一部は互いに遺伝的関係があり、また男子でも女子でも発症することから、常染色体劣性遺伝する形質であることが示唆された。
1988年Pierre Lebonらは、感染が存在しない場合でも患者の脳脊髄液ではインターフェロンαのレベルが上昇しているという新たな特徴を同定した。この観察はAGSが炎症疾患であるという示唆を支持しており、後に脳脊髄液の炎症マーカーであるネオプテリン値が上昇していることが発見され、AGSと遺伝的に診断された患者の90%以上で、年齢と関係なくインターフェロン誘導性遺伝子産物のアップレギュレーション（いわゆるインターフェロンシグネチャー）がみられることが示された。
クリー脳炎（Cree encephalitis、カナダのファースト・ネーション、クリーの共同体で見られる早発性進行性脳炎）の全ての症例と、これまでpseudo-TORCH症候群として記載されてきた症例の多くは、当初は異なる疾患であると考えられていたが、後にAGSと同一であることが判明した（ただし遺伝的に異なる原因による'pseudo-TORCH'表現型は存在する）。